# South Thomaston (Maine)
South Thomaston est une ville américaine située dans le Comté de Knox, dans le Maine. Selon le recensement de 2020, sa population est de 1 511 habitants.